# Communauté de communes Fier et Usses
La communauté de communes Fier et Usses (CCFU) est une communauté de communes française du département de la Haute- Savoie en région Auvergne-Rhône-Alpes. Elle regroupe 7 communes : La Balme-de-Sillingy, Sillingy, Choisy, Lovagny, Mésigny, Nonglard et Sallenôves.

## Géographie
La communauté de communes se situe entre les rivières du Fier et des Usses, au nord-ouest d'Annecy entre le val des Usses, le genevois et le bassin annécien. Son altitude s'échelonne entre 352 m, dans les Gorges du Fier à Lovagny, et 923 m, au sommet de La Mandallaz à La Balme-de-Sillingy.

## Histoire
En 1992, les six communes les plus rurales du canton d’Annecy Nord Ouest (La Balme de Sillingy, Choisy, Lovagny, Mésigny, Nonglard et Sillingy) décident de mutualiser leurs moyens techniques et financiers pour réaliser leur réseau d’assainissement, et pour restaurer et mailler leur réseau d’eau potable.
Les deux rivières constituant le bassin naturel dans lequel les eaux assainies doivent être rejetées, le Fier au sud et les Usses au nord, donnent leur nom à l’Etablissement Public de Coopération Intercommunale (EPCI) ; ainsi naît le District Fier et Usses le 17 juin 1993,.
Le District Fier et Usses se transforme en Communauté de Communes Fier et Usses (CCFU) le 30 décembre 1999, en application de la loi no 99-586 du 12 juillet 1999 relative au renforcement et à la simplification de la coopération intercommunale, dite loi Chevènement.
En 2002, la commune de Sallenôves intègre cet EPCI.

## Composition
La communauté de communes est composée des 7 communes suivantes :

| Nom                  | Code Insee | Gentilé      | Superficie (km2) | Population (dernière pop. légale) | Densité (hab./km2) |
| -------------------- | ---------- | ------------ | ---------------- | --------------------------------- | ------------------ |
| Sillingy (siège)     | 74272      | Sillingiens  | 14,84            | 5 652 (2022)                      | 381                |
| La Balme-de-Sillingy | 74026      | Balméens     | 16,51            | 5 215 (2022)                      | 316                |
| Choisy               | 74076      | Choisyliens  | 16,57            | 1 704 (2022)                      | 103                |
| Lovagny              | 74152      | Lovaniens    | 5,55             | 1 297 (2022)                      | 234                |
| Mésigny              | 74179      | Mesigniens   | 6,73             | 802 (2022)                        | 119                |
| Nonglard             | 74202      | Nonglardiens | 4,12             | 735 (2022)                        | 178                |
| Sallenôves           | 74257      | Sallenôviens | 3,64             | 847 (2022)                        | 233                |

## Démographie

### Population
| 1968  | 1975  | 1982  | 1990  | 1999   | 2009   | 2014   | 2020   |
| ----- | ----- | ----- | ----- | ------ | ------ | ------ | ------ |
| 3 258 | 4 126 | 5 948 | 8 231 | 10 270 | 13 443 | 14 738 | 15 868 |

### Pyramide des âges
| Hommes | Classe d’âge | Femmes |
| ------ | ------------ | ------ |
| 0,3    | 90 ans ou +  | 0,7    |
| 4,6    | 75 à 89 ans  | 5,4    |
| 14,7   | 60 à 74 ans  | 14,9   |
| 21,5   | 45 à 59 ans  | 21,5   |
| 21,9   | 30 à 44 ans  | 22,5   |
| 15,7   | 15 à 29 ans  | 14,7   |
| 21,3   | 0 à 14 ans   | 20,2   |

| Hommes | Classe d’âge | Femmes |
| ------ | ------------ | ------ |
| 0,5    | 90 ans ou +  | 1,4    |
| 5,7    | 75 à 89 ans  | 7,8    |
| 14,1   | 60 à 74 ans  | 15,2   |
| 20,7   | 45 à 59 ans  | 20,3   |
| 21,7   | 30 à 44 ans  | 21,3   |
| 17,4   | 15 à 29 ans  | 15,8   |
| 19,8   | 0 à 14 ans   | 18,2   |

## Politique et administration

### Statut
Le regroupement de communes a pris la forme d’une communauté de communes. L’intercommunalité est enregistrée au répertoire des entreprises sous le code SIREN 247 400 567. Son activité est enregistrée sous le code APE 8411Z

### Tendances politiques
| Commune              | Maire              | Nuance politique | Nuance politique |
| -------------------- | ------------------ | ---------------- | ---------------- |
| La Balme-de-Sillingy | Séverine Mugnier   |                  | DVD              |
| Choisy               | Yves Guillotte     |                  | DVD              |
| Lovagny              | Henri Carelli      |                  | DVD              |
| Mésigny              | Sylvie Le Roux     |                  | SE               |
| Nonglard             | Christophe Guitton |                  | SE               |
| Sallenôves           | Maly Sbaffo        |                  | SE               |
| Sillingy             | Yvan Sonnerat      |                  | DVD              |

### Liste des présidents
| Période | Période  | Identité          | Étiquette | Qualité                       |
| ------- | -------- | ----------------- | --------- | ----------------------------- |
| 1992    | 2001     | Jean-Marie Nantua |           | Maire de Sillingy             |
| 2001    | 2008     | Bernard Seigle    | DVD       | Maire de Choisy               |
| 2008    | 2020     | François Daviet   | LR        | Maire de La Balme-de-Sillingy |
| 2020    | En cours | Henri Carelli     | DVD       | Maire de Lovagny              |
| '       |          |                   |           |                               |

### Conseil communautaire
À la suite de la réforme des collectivités territoriales de 2013, les conseillers communautaires dans les communes de plus de 1 000 habitants sont élus au suffrage universel direct en même temps que les conseillers municipaux. Dans les communes de moins de 1 000 habitants, les conseillers communautaires seront désignés parmi le conseil municipal élu dans l'ordre du tableau des conseillers municipaux en commençant par le maire puis les adjoints et enfin les conseillers municipaux. Les règles de composition des conseils communautaires ayant changé, celui-ci comptera à partir de mars 2014 trente-deux conseillers communautaires qui sont répartis selon la démographie : 
| Nombre de délégués | Communes             |
| ------------------ | -------------------- |
| 10                 | La Balme-de-Sillingy |
| 9                  | Sillingy             |
| 4                  | Choisy               |
| 3                  | Lovagny              |
| 2                  | Mésigny              |
| 2                  | Nonglard             |
| 2                  | Sallenôves           |

### Bureau
Le conseil communautaire est composé de 32 membres qui élisent un président et 8 vice-présidents. Ces derniers, avec d'autres membres du conseil communautaire, constituent le bureau. Le conseil communautaire délègue une partie de ses compétences au bureau et au président.
| Nom                | Fonction           | Qualité                                      |
| ------------------ | ------------------ | -------------------------------------------- |
| Henri Carelli      | Président          | Maire de Lovagny                             |
| Yvan Sonnerat      | 1er Vice-président | Maire de Sillingy                            |
| Séverine Mugnier   | 2e Vice-présidente | Maire de La Balme-de-Sillingy                |
| Christophe Guitton | 3e Vice-président  | Maire de Nonglard                            |
| Yves Guillotte     | 4e Vice-président  | Maire de Choisy                              |
| Maly Sbaffo        | 5e Vice-présidente | Maire de Sallenôves                          |
| Sylvie Le Roux     | 6e Vice-présidente | Maire de Mésigny                             |
| Pierre Ageron      | 7e Vice-président  | Conseiller municipal de Sillingy             |
| Michel Passetemps  | 8e Vice-président  | Conseiller municipal de La Balme-de-Sillingy |

### Compétences
La communauté de communes Fier et Usses exerce de plein droit, en lieu et place des communes membres, des compétences obligatoires et supplémentaires (assujetties à la définition d’un intérêt communautaire ou non).

#### Compétences obligatoires
- Aménagement de l'espace
- Développement économique
- Gestion des milieux aquatiques et prévention des inondations (GEMAPI)
- Collecte et traitement des déchets des ménages et déchets assimilés
- Création, aménagement, entretien et gestion des aires d'accueil des gens du voyage et des terrains familiaux locatifs définis aux 1° à 3° du II de l'article 1er de la loi n° 2000-614 du 5 juillet 2000 relative à l'accueil et à l'habitat des gens du voyage
- Eau potable
- Assainissement des eaux usées (compétence transférée au SILA)

#### Compétences supplémentaires assujetties à la définition d’un intérêt communautaire
- Protection et mise en valeur de l'environnement
- Politique du logement et du cadre de vie
- Construction, entretien et fonctionnement d'équipements culturels et sportifs d'intérêt communautaire
- Actions sociales d'intérêt communautaire
- Création et gestion de maisons de services au public

#### Autres compétences supplémentaires
- Gestion des eaux pluviales
- Les compétences complémentaires pour la mise en œuvre de la GEMAPI, à savoir les items 6°, 7°, 11° et 12° de l’article L211-7 du Code de l’Environnement
- Service d'incendie et secours
- Organisation de la mobilité
- Aménagement et gestion d'itinéraires cyclables

### Identité visuelle
| Logotype de la Communauté de communes de Fier et des Usses. | La Communauté de communes de Fier et des Usses s’est dotée d’un logotype. |